# Merchant Adventurers
Merchant Adventurers è una poesia scritta da Alfred Noyes, messa in musica dal compositore inglese Edward Elgar. Era uno dei brani (noto anche come Pageant of Empire) scritto per essere eseguito nel Pageant of Empire alla British Empire Exhibition il 21 luglio 1924.

## Storia
La canzone si riferisce ai mercanti avventurosi che salparono sulle navi dall'Inghilterra, per guadagnarsi da vivere in rischiosi commerci all'estero. Ci sono due versi, ciascuno con un ritornello ...Glory, glory everlasting in the lordship of the sea (...Gloria, gloria eterna nella signoria del mare) che può essere cantata da un coro (SATB) di voci miste.